# Hieracium incisiceps
Hieracium incisiceps es una especie de planta con flor del género Hieracium, de la familia Asteraceae, orden Asterales.

## Distribución
Hieracium incisiceps se distribuye por Bosnia y Herzegovina, Montenegro y Macedonia del Norte.

## Taxonomía
Fue descrita científicamente por Rohl. & Zahn.
Tratamiento taxonómico
La especie aparece registrada y publicada en Repert. Spec. Nov. Regni Veg.